# 70-е годы
70-е (семидеся́тые) го́ды по юлианскому календарю — промежуток времени с 1 января 70 года по 31 декабря 79 года, включающий 70 год 7-го десятилетия   и с 71 по 79 годы    8-го десятилетия I века 1-го тысячелетия.  Они закончились 1946 лет назад.

## Важнейшие события
- Первая Иудейская война (70)[1][2].
- Середина 70-х — Консуляр Авл Цецина убит по приказу Тита, так как готовил заговор.
- Извержение Везувия (79).
- Консул и городской префект Пегас.
- Ахайя, Ликия, Родос, Византий, Самос потеряли «свободу» от Рима. Горная Киликия обращена в провинцию.
- По одной из версий, написано «Евангелие от Марка».